# Messel
Messel ist eine Gemeinde im südhessischen Landkreis Darmstadt-Dieburg, nordöstlich von Darmstadt. In Messel befindet sich die Fossilienfundstätte Grube Messel, die von der UNESCO 1995 zum UNESCO-Welterbe erklärt wurde.

## Geografie
Die Gemeinde liegt 169 m ü. NHN, 9 km nordöstlich von Darmstadt. Messel umfasst nur eine Gemarkung (Gmk.-Nr. 61104) und besteht aus dem Hauptort Messel und dem Wohnplatz und Ortsteil Grube Messel (nicht zu verwechseln mit dem daneben befindlichen UNESCO-Weltnaturerbe Grube Messel).
Die Gemeinde grenzt im Norden an die Städte Dreieich und Rödermark (beide Kreis Offenbach) und die Gemeinde Eppertshausen, im Osten an die Gemeinde Münster (Hessen) und die Stadt Dieburg, im Süden an die Gemeinde Groß-Zimmern, letztere alle im Landkreis Darmstadt-Dieburg, sowie im Westen an die kreisfreie Stadt Darmstadt.
Messel liegt inmitten des Messeler Hügellands mit seinen ausgedehnten Waldgebieten, zu denen auch die Koberstadt westlich und der Oberwald südwestlich des Ortes gehören. Durch Messel fließt der Hahnwiesenbach, des Weiteren verlaufen nördlich der Hegbach und südlich die Silz. Unweit östlich von Messel verläuft die Rhein-Main-Wasserscheide mit dem Quellgebiet einiger Bäche, wie dem Hegwaldbach und der Lache im Bereich der Neuwiese, die zur Gersprenz fließen. Der Kienswiesenteich im Norden an der Gemarkungsgrenze zu Dreieich wurde für die Fischzucht angelegt.

## Klima
Klimadiagramm Messel
|                       | Jan | Feb | Mär | Apr | Mai | Jun | Jul | Aug | Sep | Okt | Nov | Dez |   |      |
| Mittl. Tagesmax. (°C) | −1  | 3   | 10  | 18  | 20  | 24  | 24  | 23  | 18  | 12  | 6   | −1  | ⌀ | 13   |
| Mittl. Tagesmin. (°C) | −5  | −4  | 0   | 4   | 9   | 13  | 16  | 17  | 10  | 7   | 0   | −6  | ⌀ | 5,1  |
|                       |     |     |     |     |     |     |     |     |     |     |     |     |   |      |
| Niederschlag (mm)     | 83  | 64  | 30  | 61  | 109 | 78  | 104 | 91  | 82  | 92  | 93  | 113 | Σ | 1000 |

| −5 |

| −4 |

| 0 |

| 4 |

| 9 |

| 13 |

| 16 |

| 17 |

| 10 |

| 7 |

| 0 |

| −6 |

| −5 |

| −4 |

| 0 |

| 4 |

| 9 |

| 13 |

| 16 |

| 17 |

| 10 |

| 7 |

| 0 |

| −6 |

| N i e d e r s c h l a g | 83  | 64  | 30  | 61  | 109 | 78  | 104 | 91  | 82  | 92  | 93  | 113 |
|                         | Jan | Feb | Mär | Apr | Mai | Jun | Jul | Aug | Sep | Okt | Nov | Dez |

## Geschichte

### Urgeschichte
Die Gemarkung von Messel wurde schon vor der Jungsteinzeit von Menschen aufgesucht und ab dem Neolithikum auch dauerhaft besiedelt. Archäologische Funde belegen das, etwa ein Glockenbecher, der an der Moret-Schneise gefunden wurde.
In der Eisenzeit siedelten Kelten auch im Raum Messel. Auch sie haben zahlreiche Spuren hinterlassen. Stark geprägt wurde Südhessen durch die römische Besetzung, das benachbarte Dieburg entwickelte sich zu einem Wirtschaftszentrum. Tonwaren, Münzen und Kunsthandwerk aus dieser Zeit sind erhalten. Eine umfassende Veränderung trat mit dem Beginn der germanischen Völkerwanderung ein. 260 n. Chr. durchbrachen die Alamannen den Limes. Das Römische Reich gab seine rechtsrheinischen Gebiete auf.

### Historische Ortsnamen
In historischen Dokumenten ist der Ort im Laufe der Jahrhunderte mit wechselnden Ortsnamen belegt: Massila (800); Massilia (813); Stehelin Mesela (1105); Messela (1303); Messele (1308); Messel (1358); Messeln (1438); Messel (1454); Meschell (1688); Mesßel (1688); Mescheln (1722).

### Mittelalter
Mit dem Beginn des Frühmittelalters geriet Südhessen zunehmend unter fränkischen Einfluss. Mit der Christianisierung und dem Aufbau der Kirche erhielt das Gebiet – auch um Messel – eine neue Struktur. Das Kloster Lorsch, von den karolingischen Herrschern stark gefördert, bildete das regionale Macht- und Kulturzentrum. Die älteste erhaltene Erwähnung Messels stammt aus dem Jahre 800 aus einem Eintrag im Lorscher Codex unter dem Namen Massila.
Am Nordwestrand des Ortes im Bereich des heutigen Sportplatzes in der Flur „Ringelwoog“ entstand eine Wasserburg. Sie datiert in die Zeit um 1100. Es liegt ein Hinweis auf den Bau unter Abt Anselm von Lorsch vor. Aufgehendes Mauerwerk ist nicht mehr vorhanden, der fast eingeebnete Burghügel und ein Rest des umlaufenden Wassergrabens dagegen schon und befinden sich nahe dem Kneipp-Becken der Quelle Trinkborn.
Nach der Aufhebung des Klosters Lorsch 1232 fiel dessen gesamter Besitz an das Erzbistum Mainz. 1303 gehörte das Dorf zur Röder Mark. 1403 erhielt Henne Groschlag die Vogtei über den Ort von den Grafen von Katzenelnbogen zu Lehen. 1455 erlaubte Kaiser Friedrich III. dem Erzbischof von Mainz die Erhöhung des Landzolls zu Messel und Hessen. 1490 belehnte Landgraf Wilhelm II. von Hessen, Erbe der Katzenelnbogener Grafen, Ludwig Groschlag mit Gütern in Messel. 1495 gehörte Oswalt Groschlag ein Teich in Messel. Die Herren von Groschlag kumulierten so eine Reihe von Rechten in Messel und wurden damit zu Ortsherren.

### Neuzeit
1799 verstarb mit Friedrich Carl Willibald von Groschlag zu Dieburg der letzte männliche Nachkomme der Familie. Das so heimfallende Lehen wurde nun an den Kurmainzischen Staatsminister Franz Joseph Martin von Albini (1748–1816) vergeben. Den wollten die Messeler als Ortsherren aber nicht anerkennen, sondern sie huldigten am 31. Mai 1799 den Töchtern von Friedrich Carl Willibald von Groschlag. Albini erzwang seine Anerkennung allerdings durch die Besetzung des Ortes mit 50 Mainzer Husaren.
Die Statistisch-topographisch-historische Beschreibung des Großherzogthums Hessen berichtet 1829 über Messel:

„Messel (L. Bez. Langen) luth. Pfarrdorf; liegt 2 St. von Langen, ist ringsum von Wald umgeben und gehört der freiherrl. Familie von Albini. Der Ort besteht aus 114 Häusern, und hat 652 Einw., die bis auf 11 Kath. und 84 Juden lutherisch sind. – Messel, das früher zum Ritterkanton Odenwald, sowie zur Röder Mark gehörte, war ursprünglich ein Eppenstein-Königsteinisches Lehen, welches die Grafen von Stolberg besessen haben. Nachdem aber die Grafschaft Stollberg an Churmainz gekommen, wurden die Groschlage mit Messel belehnt. Im Jahr 1798 erhielt der Churfürst von Mainz dem Staatsminister von Albini die Anwartschaft auf die Groschlagchen Lehen zu Messel, welche derselbe durch den unterm 25. Mai 1799 erfolgten Tod des churfürstl. Staatsministers Friedrich Carl Freiherrn von Groschlag, als letzten männlichen Nachkommen dieses Geschlechts, auch erhielt. Im Jahr 1806 kam Messel unter Hess. Hoheit.“

1806 fiel der Ort an das Großherzogtum Hessen (Hessen-Darmstadt). Die Albinis behielten allerdings ihre Rechte, insbesondere am Patrimonialgericht Messel bis 1822, als sie diese an den Staat abtraten.
Bis 1838 hatte die Pfarrei Ober-Roden den kleinen Zehnten in Messel inne.

### 20. Jahrhundert
Im Zuge der Gebietsreform in Hessen wurde das Gemeindegebiet am 1. Januar 1977 durch das Gesetz zur Neugliederung der Landkreise Darmstadt und Dieburg und der Stadt Darmstadt nach Süden erheblich erweitert. Bis dahin folgte die südliche Gemeindegrenze im Ostteil der nach Südosten gerichteten Zeilharder Grenzschneise durch die Waldungen der Dieburger Mark und im Westteil dem Vorfluter, der den Waldrand nach Südwesten begleitete, rund Hundert Meter südlich des Bahnhofs Messel die Roßdörfer Straße unterquerte und wenige Hundert Meter weiter von rechts in den Sülzbach oder Silzbach mündete, der nach Westen in Richtung Darmstadt-Wixhausen fließt. Durch das Gesetz wurden die Gemarkung Zeilharder Wald, in die sich in etwa gleich breiten Streifen von Nord nach Süd die früher selbstständigen Gemeinden Zeilhard, Georgenhausen und Klein-Zimmern teilten, sowie die südlich davon anschließende Gemarkung Spachbrücker Wald, die den Gemeindewald von Spachbrücken bildete, in die Gemeinde Messel eingegliedert.
Der knapp 500 Meter breite Waldstreifen der Gemeinde Klein-Zimmern nördlich der Spachbrücker und Klein-Zimmerer Grenzschneise umfasste namentlich das Zentrum der Fossilien-Fundstätte der Grube Messel und die Wohnsiedlung südlich des Bahnhofs Messel an der Roßdörfer Straße mit damals etwa 300 Einwohnern.

### Verwaltungsgeschichte im Überblick
Die folgende Liste zeigt die Staaten und Verwaltungseinheiten, denen Messel angehört(e):
- vor 1799: Heiliges Römisches Reich, Kurmainz, Vogtei der Freiherren Groschlag zu Dieburg
- ab 1799: Heiliges Römisches Reich, Kurmainz, Vogtei an Franz Joseph von Albini
- ab 1803: Heiliges Römisches Reich, Albinischer Ort[Anm. 2]
- ab 1806: Großherzogtum Hessen (Souveränitätslande),[Anm. 3] Fürstentum Starkenburg, Albinischer Ort
- ab 1815: Großherzogtum Hessen (Souveränitätslande), Provinz Starkenburg, Patrimonialgericht Messel (des Freiherren von Albini)
- ab 1822: Großherzogtum Hessen, Provinz Starkenburg, Landratsbezirk Langen[Anm. 4]
- ab 1832: Großherzogtum Hessen, Provinz Starkenburg, Kreis Groß-Gerau
- ab 1848: Großherzogtum Hessen, Regierungsbezirk Darmstadt
- ab 1852: Großherzogtum Hessen, Provinz Starkenburg, Kreis Darmstadt
- ab 1871: Deutsches Reich, Großherzogtum Hessen, Provinz Starkenburg, Kreis Darmstadt
- ab 1918: Deutsches Reich (Weimarer Republik), Volksstaat Hessen, Provinz Starkenburg, Kreis Darmstadt
- ab 1938: Deutsches Reich, Volksstaat Hessen, Landkreis Darmstadt[13][Anm. 5]
- ab 1945: Amerikanische Besatzungszone,[Anm. 6] Groß-Hessen, Regierungsbezirk Darmstadt, Landkreis Darmstadt
- ab 1946: Amerikanische Besatzungszone, Hessen, Regierungsbezirk Darmstadt, Landkreis Darmstadt
- ab 1949: Bundesrepublik Deutschland, Hessen, Regierungsbezirk Darmstadt, Landkreis Darmstadt
- ab 1977: Bundesrepublik Deutschland, Hessen, Regierungsbezirk Darmstadt, Landkreis Darmstadt-Dieburg

### Gerichte
Im Jahr 1403 erhielt Henne Groschlag die Vogtei von den Grafen von Katzenelnbogen zu Lehen. Ab 1820 wurde die Patrimonialgerichtsbarkeit in Messel durch den Freiherrn von Albini ausgeübt.
Mit Bildung der Landgerichte im Großherzogtum Hessen war ab 1822 das Landgericht Langen das Gericht erster Instanz. Die zweite Instanz war das Hofgericht Darmstadt.
Es folgten:
- 1853: Landgericht Darmstadt; zweite Instanz: Hofgericht Darmstadt
- 1879: Amtsgericht Darmstadt II (Umbenennung); zweite Instanz: Landgericht Darmstadt
- 1932: Amtsgericht Darmstadt; zweite Instanz: Landgericht Darmstadt

## Bevölkerung

### Einwohnerstruktur 2011
Nach den Erhebungen des Zensus 2011 lebten am Stichtag, dem 9. Mai 2011, in Messel 3754 Einwohner. Darunter waren 235 (6,3 %) Ausländer, von denen 79 aus dem EU-Ausland, 104 aus anderen europäischen Ländern und 52 aus anderen Staaten kamen. (Bis zum Jahr 2020 erhöhte sich die Ausländerquote auf 12,5 %.) Nach dem Lebensalter waren 594 Einwohner unter 18 Jahren, 1502 zwischen 18 und 49, 834 zwischen 50 und 64 und 816 Einwohner waren älter. Die Einwohner lebten in 1680 Haushalten. Davon waren 471 Singlehaushalte, 501 Paare ohne Kinder und 549 Paare mit Kindern, sowie 117 Alleinerziehende und 42 Wohngemeinschaften. In 339 Haushalten lebten ausschließlich Senioren und in 1089 Haushaltungen leben keine Senioren.

### Einwohnerentwicklung
Mitte des 19. Jahrhunderts nahm die Bevölkerung erheblich zu. Nach mehreren Missernten und Hungersnöten verließen nahezu 10 % der Einwohner ihren Heimatort und wanderten nach Amerika aus.
| • 1829: | 652 Einwohner, 114 Häuser |
| • 1867: | 720 Einwohner, 133 Häuser |

| Messel: Einwohnerzahlen von 1829 bis 2020 | Messel: Einwohnerzahlen von 1829 bis 2020 | Messel: Einwohnerzahlen von 1829 bis 2020 | Messel: Einwohnerzahlen von 1829 bis 2020 | Messel: Einwohnerzahlen von 1829 bis 2020 |
| --- | ----------------------------------------- | ----------------------------------------- | ----------------------------------------- | ----------------------------------------- |
| Jahr |                                           |                                           |                                           | Einwohner                                 |
| 1829 | 1829                                      |                                           | 652                                       | 652                                       |
| 1834 | 1834                                      |                                           | 665                                       | 665                                       |
| 1840 | 1840                                      |                                           | 679                                       | 679                                       |
| 1846 | 1846                                      |                                           | 707                                       | 707                                       |
| 1852 | 1852                                      |                                           | 666                                       | 666                                       |
| 1858 | 1858                                      |                                           | 653                                       | 653                                       |
| 1864 | 1864                                      |                                           | 689                                       | 689                                       |
| 1871 | 1871                                      |                                           | 707                                       | 707                                       |
| 1875 | 1875                                      |                                           | 708                                       | 708                                       |
| 1885 | 1885                                      |                                           | 728                                       | 728                                       |
| 1895 | 1895                                      |                                           | 854                                       | 854                                       |
| 1905 | 1905                                      |                                           | 1.011                                     | 1.011                                     |
| 1910 | 1910                                      |                                           | 1.044                                     | 1.044                                     |
| 1925 | 1925                                      |                                           | 1.129                                     | 1.129                                     |
| 1939 | 1939                                      |                                           | 1.178                                     | 1.178                                     |
| 1946 | 1946                                      |                                           | 1.610                                     | 1.610                                     |
| 1950 | 1950                                      |                                           | 1.710                                     | 1.710                                     |
| 1956 | 1956                                      |                                           | 1.779                                     | 1.779                                     |
| 1961 | 1961                                      |                                           | 1.932                                     | 1.932                                     |
| 1967 | 1967                                      |                                           | 2.224                                     | 2.224                                     |
| 1970 | 1970                                      |                                           | 2.613                                     | 2.613                                     |
| 1972 | 1972                                      |                                           | 2.334                                     | 2.334                                     |
| 1975 | 1975                                      |                                           | 2.844                                     | 2.844                                     |
| 1980 | 1980                                      |                                           | 3.451                                     | 3.451                                     |
| 1985 | 1985                                      |                                           | 3.664                                     | 3.664                                     |
| 1990 | 1990                                      |                                           | 3.793                                     | 3.793                                     |
| 1995 | 1995                                      |                                           | 4.031                                     | 4.031                                     |
| 2000 | 2000                                      |                                           | 3.918                                     | 3.918                                     |
| 2005 | 2005                                      |                                           | 3.884                                     | 3.884                                     |
| 2010 | 2010                                      |                                           | 3.792                                     | 3.792                                     |
| 2011 | 2011                                      |                                           | 3.754                                     | 3.754                                     |
| 2015 | 2015                                      |                                           | 3.972                                     | 3.972                                     |
| 2020 | 2020                                      |                                           | 4.082                                     | 4.082                                     |
| Datenquelle: Historisches Gemeindeverzeichnis für Hessen: Die Bevölkerung der Gemeinden 1834 bis 1967. Wiesbaden: Hessisches Statistisches Landesamt, 1968. Weitere Quellen: LAGIS; 1972:; Hessisches Statistisches Informationssystem; Zensus 2011 |                                           |                                           |                                           |                                           |

### Religion
Wann erstmals eine Kirche in Messel errichtet wurde, ist nicht bekannt. Der Kirchturm der heutigen evangelischen Kirche stammt aus der Mitte des 15. Jahrhunderts. Die Kirche stand unter dem Patronat des Apostels Bartholomäus. Sie war zunächst eine Filialkirche von Ober-Roden. Noch vor 1550 wurde Messel zur eigenständigen Pfarrei erhoben. Kirchliche Mittelbehörde war in der Frühen Neuzeit das Archidiakonat St. Peter und Alexander in Aschaffenburg, Landkapitel Rodgau.
Mit der Reformation trat die Messeler Kirchengemeinde zum lutherischen Glauben über, der ebenfalls lutherische Graf von Hanau-Lichtenberg besaß das Präsentationsrecht für den Pfarrer. 1560 wurde Klein-Zimmern – vielleicht deshalb – vom Mainzer Erzbischof aus dem Pfarrverband gelöst.
Eine jüdische Gemeinde gab es in Messel wohl schon seit dem 15. Jahrhundert. Der jüdische Bevölkerungsanteil in Messel schwankte zwischen 10 und 20 %. Die Synagoge von Messel war eine der ältesten im Gebiet des Großherzogtums. 1830 wurde sie durch einen Neubau in der Holzhäusergasse 20 ersetzt. In der Zeit des Nationalsozialismus profaniert und privatisiert, wurde das Gebäude, ein Fachwerkhaus, in den 1970er Jahren abgerissen.
Als römisch-katholische Kirche diente zunächst die 1945 eingeweihte Antonius-Kapelle im Ortsteil Grube Messel. 1957 wurde die St.-Bonifatius-Kirche in Messel eingeweiht.
Daten zur Religionszugehörigkeit
| • 1961: | 1472 evangelische (= 76,19 %), 426 katholische (= 22,05 %) Einwohner                            |
| • 1987: | 2035 evangelische (= 55,91 %), 936 katholische (= 25,72 %), 669 sonstige (= 18,38 %) Einwohner  |
| • 2011: | 1649 evangelische (= 43,93 %), 847 katholische (= 22,56 %), 1259 sonstige (= 33,54 %) Einwohner |

### Erwerbstätigkeit
Die Gemeinde im Vergleich mit Landkreis, Regierungsbezirk Darmstadt und Hessen:
|                                                   | Jahr | Gemeinde | Landkreis | Regierungsbezirk | Hessen    |
| ------------------------------------------------- | ---- | -------- | --------- | ---------------- | --------- |
| Sozialversicherungspflichtig Beschäftigte         | 2017 | 665      | 74.525    | 1.695.567        | 2.524.156 |
| Veränderung zu                                    | 2000 | +3,9 %   | +21,1 %   | +16,1 %          | +16,0 %   |
| davon Vollzeit                                    | 2017 | 69,8 %   | 68,3 %    | 72,8 %           | 71,8 %    |
| davon Teilzeit                                    | 2017 | 30,2 %   | 31,7 %    | 27,2 %           | 28,2 %    |
| Ausschließlich geringfügig entlohnte Beschäftigte | 2017 | 212      | 15.305    | 224.267          | 372.991   |
| Veränderung zu                                    | 2000 | +112,0 % | +14,4 %   | +9,0 %           | +8,8 %    |

| Branche                         | Jahr | Gemeinde | Landkreis | Regierungsbezirk | Hessen |
| ------------------------------- | ---- | -------- | --------- | ---------------- | ------ |
| Produzierendes Gewerbe          | 2000 | 44,8 %   | 41,1 %    | 27,0 %           | 30,6 % |
|                                 | 2017 | 37,7 %   | 31,3 %    | 20,4 %           | 24,3 % |
| Handel, Gastgewerbe und Verkehr | 2000 | 28,1 %   | 26,1 %    | 26,4 %           | 25,1 % |
|                                 | 2017 | 31,9 %   | 26,8 %    | 24,7 %           | 23,8 % |
| Unternehmensdienstleistungen    | 2000 | 09,7 %   | 11,6 %    | 25,1 %           | 20,2 % |
|                                 | 2017 | 10,5 %   | 17,1 %    | 31,6 %           | 26,1 % |
| Sonstige Dienstleistungen       | 2000 | 17,0 %   | 18,8 %    | 20,1 %           | 22,5 % |
|                                 | 2017 | 19,8 %   | 23,6 %    | 23,0 %           | 25,4 % |
| Sonstiges (bzw. ohne Zuordnung) | 2000 | 00,3 %   | 02,4 %    | 01,4 %           | 01,5 % |
|                                 | 2017 | 00,8 %   | 01,1 %    | 00,0 %           | 00,4 % |

## Politik

### Gemeindevertretung
Die Kommunalwahl am 14. März 2021 lieferte folgendes Ergebnis, in Vergleich gesetzt zu früheren Kommunalwahlen:
| Sitzverteilung in der Gemeindevertretung 2021Insgesamt 19 Sitze - SPD: 6 - Grüne: 4 - FDP: 2 - CDU: 7 | Parteien und Wählergemeinschaften | Parteien und Wählergemeinschaften           | % 2021 | Sitze 2021 | % 2016 | Sitze 2016 | % 2011 | Sitze 2011 | % 2006 | Sitze 2006 | % 2001 | Sitze 2001 |
| Sitzverteilung in der Gemeindevertretung 2021Insgesamt 19 Sitze - SPD: 6 - Grüne: 4 - FDP: 2 - CDU: 7 | SPD                               | Sozialdemokratische Partei Deutschlands     | 29,6   | 6          | 41,6   | 8          | 54,8   | 10         | 35,5   | 7          | 42,4   | 8          |
| Sitzverteilung in der Gemeindevertretung 2021Insgesamt 19 Sitze - SPD: 6 - Grüne: 4 - FDP: 2 - CDU: 7 | CDU                               | Christlich Demokratische Union Deutschlands | 36,4   | 7          | 45,9   | 9          | 37,0   | 7          | 54,4   | 10         | 49,1   | 9          |
| Sitzverteilung in der Gemeindevertretung 2021Insgesamt 19 Sitze - SPD: 6 - Grüne: 4 - FDP: 2 - CDU: 7 | FDP                               | Freie Demokratische Partei                  | 10,6   | 2          | 12,5   | 2          | 8,2    | 2          | 5,9    | 1          | 8,6    | 2          |
| Sitzverteilung in der Gemeindevertretung 2021Insgesamt 19 Sitze - SPD: 6 - Grüne: 4 - FDP: 2 - CDU: 7 | GRÜNE                             | Bündnis 90/Die Grünen                       | 23,4   | 4          | –      | –          | –      | –          | –      | –          | –      | –          |
| Sitzverteilung in der Gemeindevertretung 2021Insgesamt 19 Sitze - SPD: 6 - Grüne: 4 - FDP: 2 - CDU: 7 | FLoM                              | Freie Liste offenes Messel                  | –      | –          | —      | —          | —      | —          | 4,2    | 1          | —      | —          |
| Sitzverteilung in der Gemeindevertretung 2021Insgesamt 19 Sitze - SPD: 6 - Grüne: 4 - FDP: 2 - CDU: 7 | gesamt                            | gesamt                                      | 100,0  | 19         | 100,0  | 19         | 100,0  | 19         | 100,0  | 19         | 100,0  | 19         |
| Sitzverteilung in der Gemeindevertretung 2021Insgesamt 19 Sitze - SPD: 6 - Grüne: 4 - FDP: 2 - CDU: 7 | Wahlbeteiligung in %              | Wahlbeteiligung in %                        | 62,0   | 62,0       | 60,1   | 60,1       | 60,1   | 60,1       | 59,9   | 59,9       | 67,6   | 67,6       |

### Bürgermeister
Nach der hessischen Kommunalverfassung wird der Bürgermeister für eine sechsjährige Amtszeit gewählt, seit dem Jahr 1993 in einer Direktwahl, und ist Vorsitzender des Gemeindevorstands, dem in der Gemeinde Messel neben dem Bürgermeister ehrenamtlich ein Erster Beigeordneter und vier weitere Beigeordnete angehören. Bürgermeister ist seit dem 1. Juni 2022 der parteiunabhängige Thorsten Buhrmester. Sein Amtsvorgänger Andreas Larem (SPD) hatte bei der Bundestagswahl 2021 erfolgreich für den Deutschen Bundestag kandidiert und schied mit dessen Konstituierung am 26. Oktober 2021 aus dem Bürgermeisteramt aus. Sodann leitete der Erste Beigeordnete Thomas Kohls (CDU) die Gemeindeverwaltung kommissarisch und die Wahl eines neuen Bürgermeisters musste vorgezogen werden. Thorsten Buhrmester erhielt am 13. Februar 2022 im ersten Wahlgang bei 59,63 Prozent Wahlbeteiligung 51,24 Prozent der Stimmen.
Amtszeiten der Bürgermeister
- 2022–2028 Thorsten Buhrmester[28]
- 2010 bis 2021 Andreas Larem (SPD) (Amtsantritt 13. Dezember 2010, ausgeschieden nach Wahl in den Bundestag am 26. Oktober 2021; Erster Beigeordneter Thomas Kohls leitete die Gemeindeverwaltung danach kommissarisch.)[29]
- 2000 bis 2010 Udo Henke (CDU) (Amtsantritt 1. Mai 2000, am 31. August 2010 mit Erreichen der Altersgrenze auf eigenen Wunsch in den Ruhestand versetzt; Erste Beigeordnete Adolfine Cohausz leitete die Gemeindeverwaltung danach kommissarisch.)[32]
- 1994 bis 2000 Reiner Fäth (SPD)[33]

### Wappen und Flagge

#### Wappen
| Wappen von Messel | Blasonierung: „In geteiltem Schild oben in Blau drei von Rot und Silber geschachte Schrägrechtsbalken, unten in Gold ein blaues Hufeisen.“ |
| Wappen von Messel | Wappenbegründung: Das Wappen wurde 1960 von Hauptlehrer Bezzenberger gestaltet. Die Schrägbalken sollten ursprünglich von rechts nach links und das Hufeisen schwarz tingiert sein. Die drei rot-weiß geschachtelten Schrägbalken auf blauem Feld stammen aus dem Wappen der Groschlag von Dieburg, die früher Ortsherren von Messel waren. Das Hufeisen findet sich bereits auf einem Siegel aus dem 18. Jhd. und symbolisiert den bäuerlichen Charakter von Messel, mit den Reichsfarben Schwarz und Gold sollte es Bezug auf die Schenkung an das Reichskloster Lorsch und, dass Messel im Gebiet des kaiserlichen Wildbannes Dreieich lag nehmen. |

#### Flagge
Im Zuge der Wappengenehmigung wurde zeitgleich auch die Gemeindeflagge amtlich verliehen. Diese wird wie folgt beschrieben: „Auf der breiten weißen Mittelbahn des rot-weiß-roten Flaggentuches das Gemeindewappen.“
Die Farben rot-weiß-rot sind der großherzoglich-hessischen Flagge und der Herren von Katzenelnbogen entlehnt.

## Kultur und Sehenswürdigkeiten

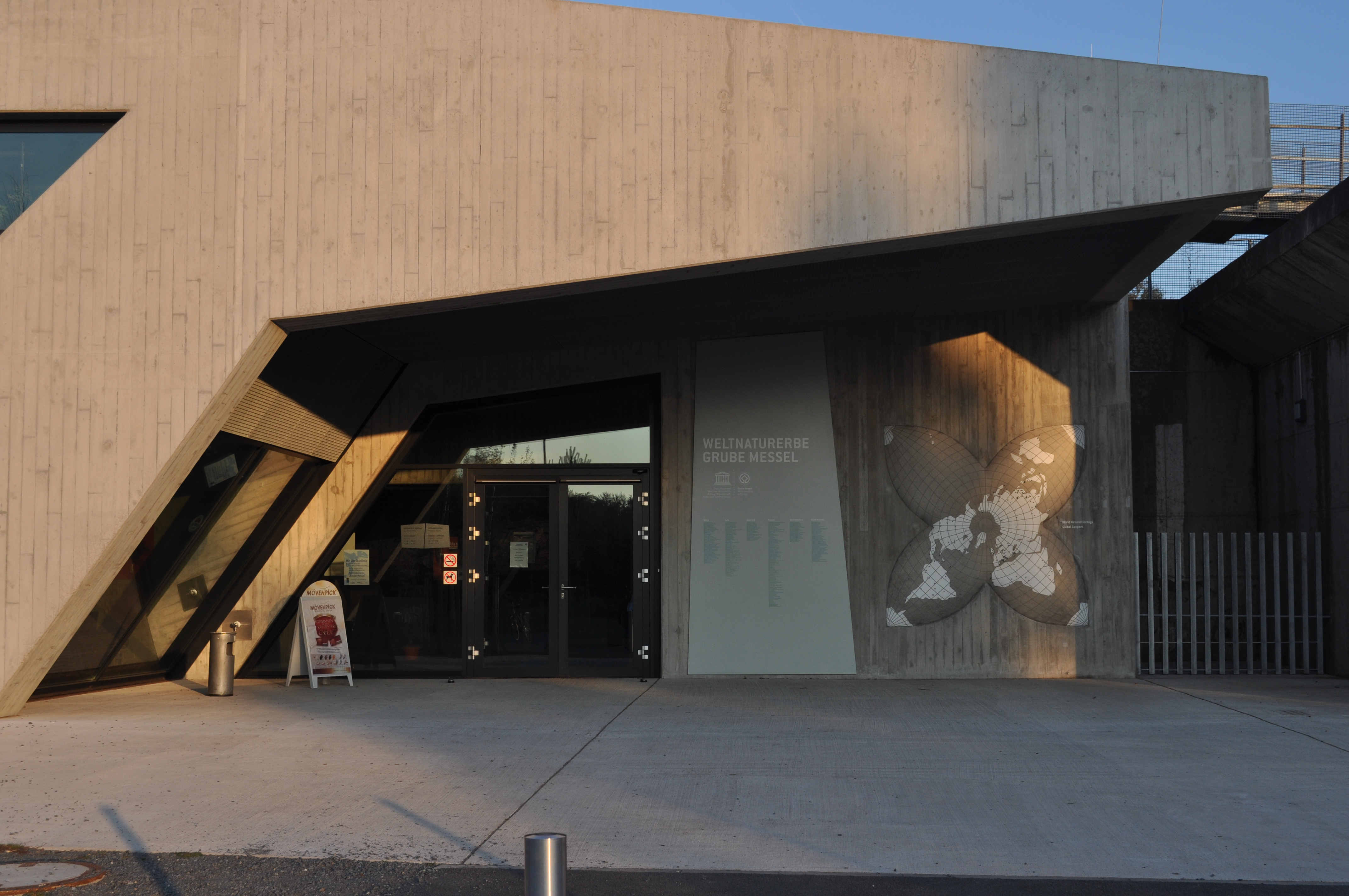
Grube Messel, Eingang des Besucher- und Informationszentrums
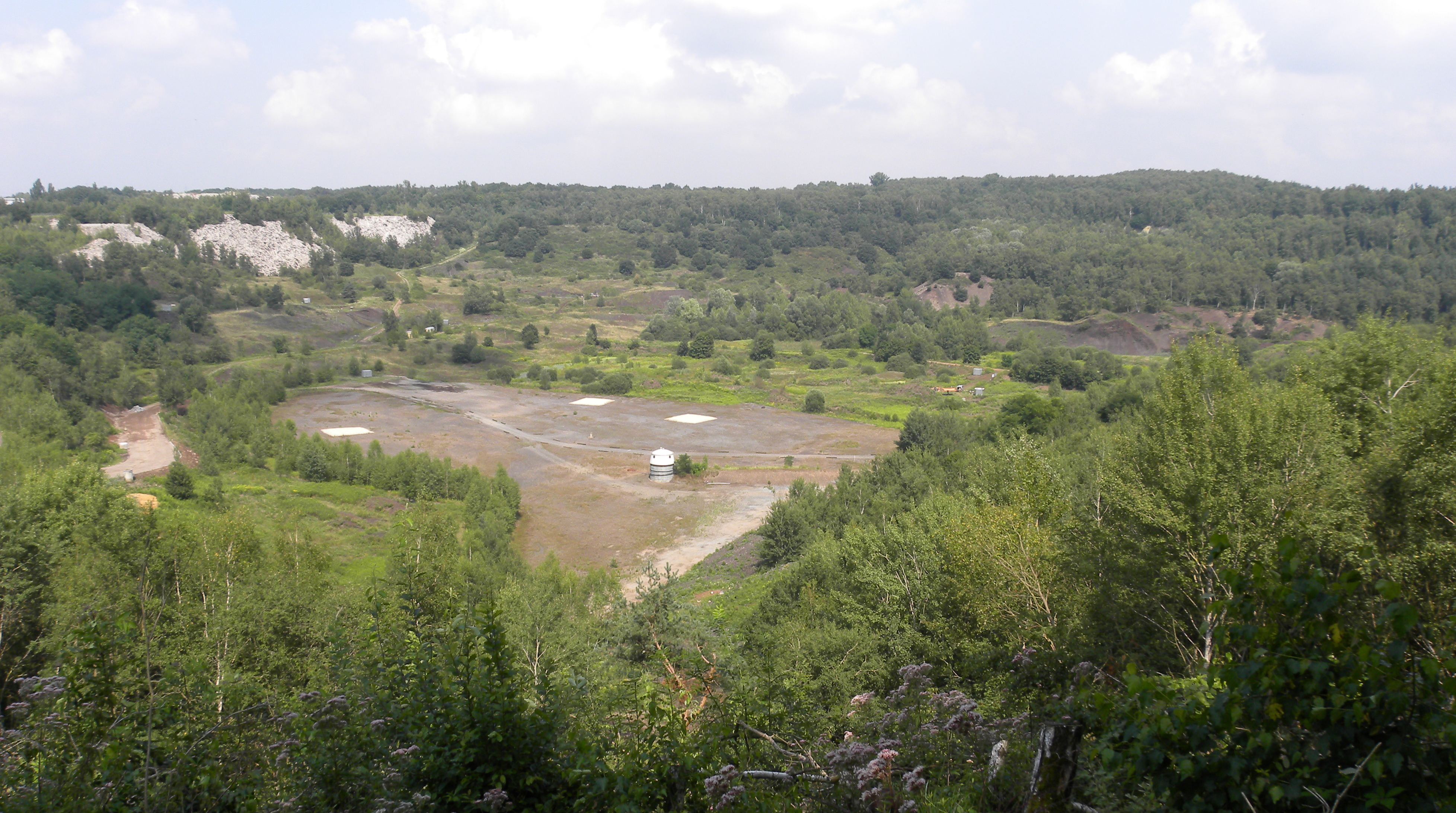
Grube Messel, August 2010
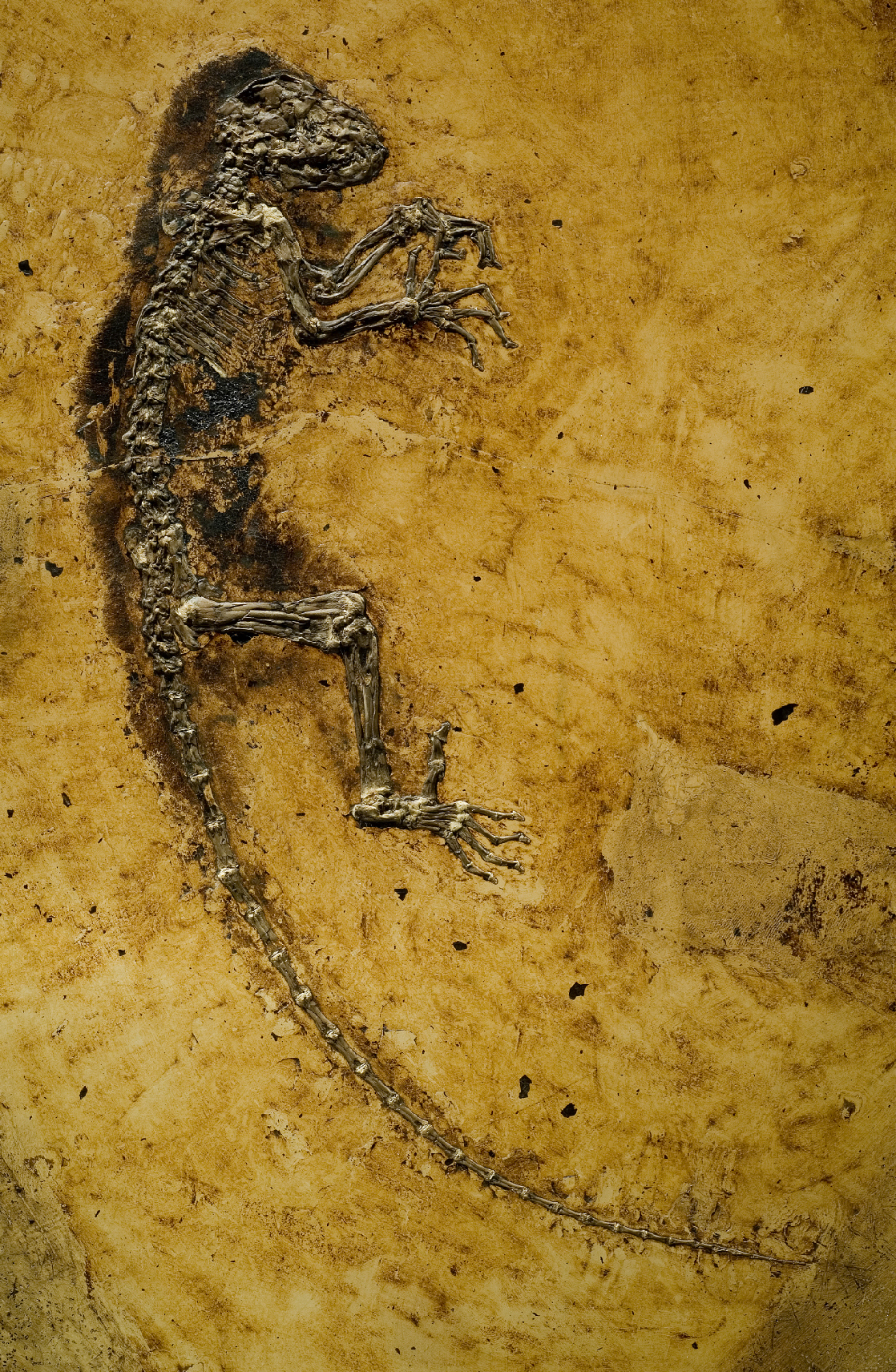
Darwinius masillae

### Grube Messel
Bekannt ist Messel vor allem durch die Fossilienfundstätte Grube Messel, die von der UNESCO 1995 zum UNESCO-Welterbe erklärt wurde. Seit 2010 gibt es am Eingang der Grube ein Besucher-Informationszentrum.

### Bauwerke und Museen
Das Fossilien- und Heimatmuseum Messel zeigt eine Ausstellung zu Fossilienfunden, der Bergbau-, Industrie- und Ortsgeschichte von Messel. Das Museum befindet sich im ältesten bekannten Schulhaus der Gemeinde, einem Gebäude, das 1785 errichtet wurde.

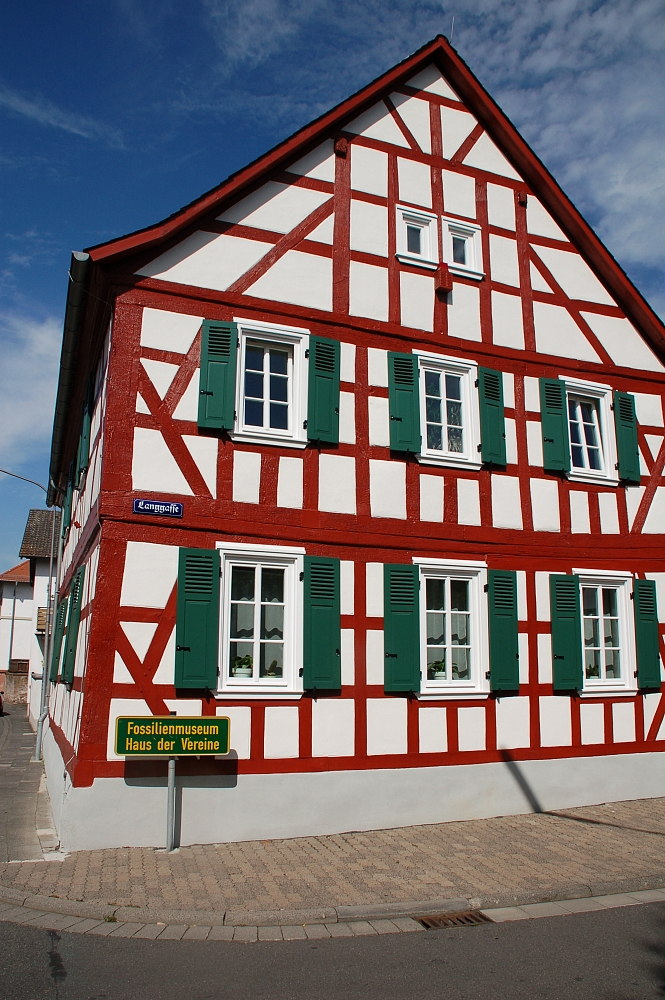
Fossilien- und Heimatmuseum Messel
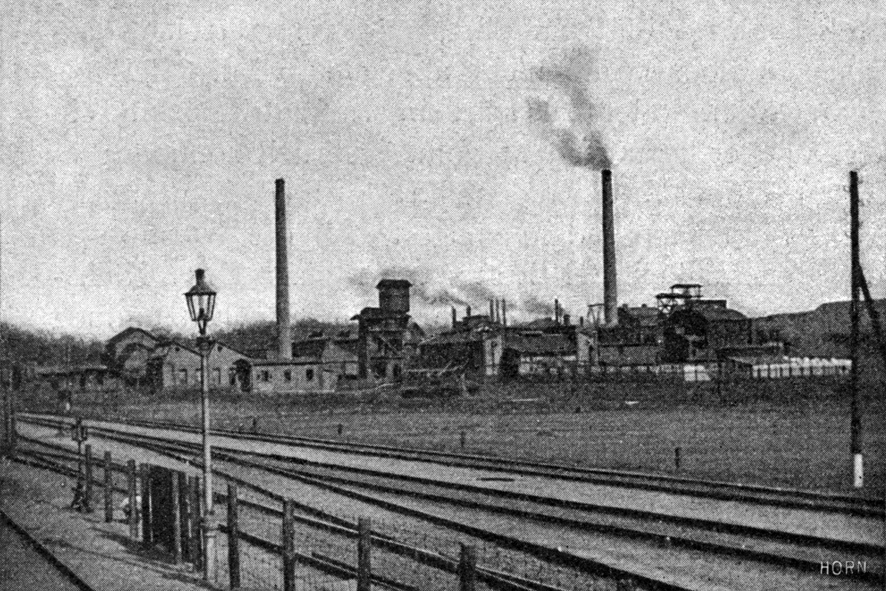
Bahnhof Messel, vor 1907
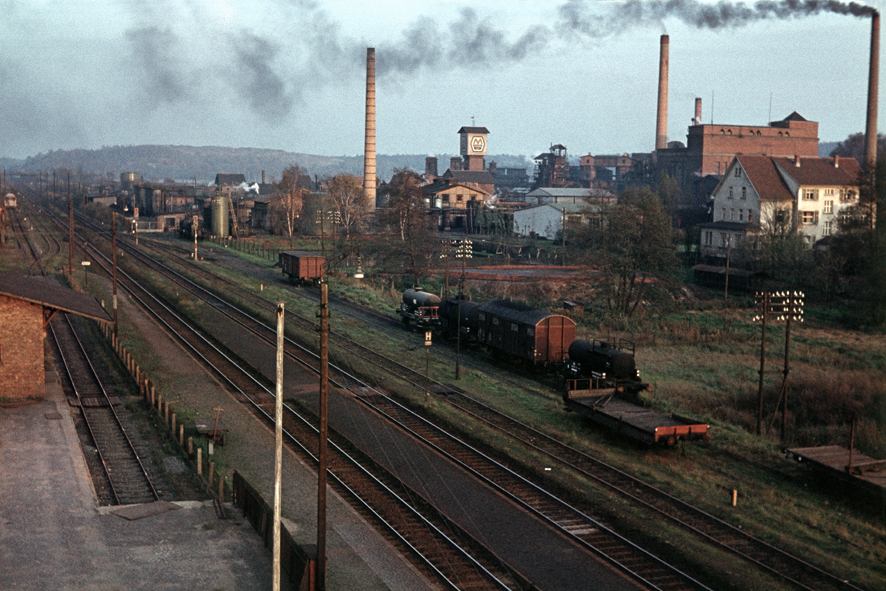
Bahnhof Messel und Paraffin- und Mineralölwerk Messel, um 1950

### Natur und Schutzgebiete
Im Osten der Gemarkung befinden sich Teilflächen des Naturschutzgebietes „Neuwiese von Messel“ mit artenreichen Waldwiesen und seltenen Pflanzen. Es ist eingebettet in das größere Natura2000-Gebiet „Neuwiese und Wald nordöstlich von Messel“ (FFH-Gebiet 6018-307).
Im Norden liegt ein kleiner Teil des Naturschutzgebietes „Hegbachaue bei Messel“ im Gemeindegebiet von Messel. Es ist gleichzeitig Bestandteil des Natura2000-Gebiets „Kranichsteiner Wald mit Hegbachaue, Mörsbacher Grund und Silzwiesen“ (FFH-Gebiet 6018-305).

### Regelmäßige Veranstaltungen
- August: Kerb (Immer am letzten Wochenende, dessen Sonntag noch im August liegt.)[38]

## Wirtschaft und Infrastruktur

### Geschichte
Eine große Veränderung brachte die Entdeckung der Ölschiefervorkommen, die seit den 1870er Jahren von der Gewerkschaft Messel in der Grube Messel ausgebeutet wurden. Im Anschluss daran entstanden verarbeitende Industrieanlagen, die zusammen mit dem Bergwerk für fast ein Jahrhundert der Hauptarbeitgeber in der Gemeinde wurden.

### Flächennutzung
Das Gemeindegebiet umfasst eine Gesamtfläche von 1482 Hektar, davon entfallen in ha auf:
| Nutzungsart             | Nutzungsart             | 2011 | 2015 |
| ----------------------- | ----------------------- | ---- | ---- |
| Gebäude- und Freifläche | Gebäude- und Freifläche | 118  | 122  |
| davon                   | Wohnen                  | 62   | 65   |
|                         | Gewerbe                 | 25   | 25   |
| Betriebsfläche          | Betriebsfläche          | 66   | 66   |
| davon                   | Abbauland               | 0    | 0    |
| Erholungsfläche         | Erholungsfläche         | 40   | 36   |
| davon                   | Grünanlage              | 16   | 16   |
| Verkehrsfläche          | Verkehrsfläche          | 84   | 85   |
| Landwirtschaftsfläche   | Landwirtschaftsfläche   | 377  | 373  |
| davon                   | Moor                    | 0    | 0    |
|                         | Heide                   | 0    | 0    |
| Waldfläche              | Waldfläche              | 713  | 717  |
| Wasserfläche            | Wasserfläche            | 10   | 10   |
| Sonstige Nutzung        | Sonstige Nutzung        | 73   | 73   |

### Verkehr
Der Bahnhof Messel liegt im Ortsteil Grube Messel, an der Main-Rhein-Bahn, zwischen Aschaffenburg und Wiesbaden über Darmstadt und Mainz. Der Bahnanschluss besteht seit 1858. Der Bahnhof ist von Messel aus über einen kombinierten Fuß- und Radfahrweg zu erreichen. Vor Ort bestehen Park + Ride-Parkplätze. Des Weiteren wird Messel vom Linienbus FM nach Darmstadt-Haasstraße und Rödermark-Urberach angefahren. An Wochentagen bestehen Schulbusverbindungen nach Darmstadt-Arheilgen über Darmstadt-Kranichstein.

### Telefonvorwahl
Messel liefert der 3 km westlich im benachbarten Darmstadt gelegenen Großforschungseinrichtung GSI Helmholtzzentrum für Schwerionenforschung den Telefonanschluss, da nur im Ortsnetz Messel noch eine zweistellige Teilnehmernummer verfügbar war, um samt 4-stelliger Durchwahl im GSI die im frühen internationalen Selbstwählfernverkehr limitierte Länge der Gesamtnummer nicht zu überschreiten. In einer ähnlichen Situation wurde für die Linzer Stahlwerke VOEST – mit 3-stelliger Teilnehmernummer – temporär eine zweite, kürzere, 2- statt 3-stellige Ortsvorwahl für Linz angelegt.

## Persönlichkeiten
In Messel geboren
- Friedrich Koch (1786–1865), Apotheker und Erfinder der industriellen Chininherstellung
- Friedrich August Schäffer (1800–1867), Pädagoge und Autor geographischer und historischer Abhandlungen
- Ernst Schaffnit (1878–1964), Phytomediziner und Hochschullehrer
- Rainer Emig (* 1964), Anglist und Hochschullehrer

Mit Bezug zu Messel
- Adolf Spiegel (1856–1938), Chemiker, Leitung der Ausbeutung der Ölschiefer in der Grube Messel
- Hermann Harrassowitz (1885–1956), Geologe, Bodenkundler Paläontologe und Hochschullehrer, forschte in der Grube Messel
- Janheinz Jahn (1918–1973), Schriftsteller und Vermittler afrikanischer Literatur, lebte und starb in Messel
- Jens Lorenz Franzen (1937–2018), Paläontologe, Leiter am Forschungsinstitut Senckenberg in Frankfurt am Main, forschte in der Grube Messel
- Gerhard Storch (1939–2017), Paläontologe, Leiter am Forschungsinstitut Senckenberg in Frankfurt am Main, forschte in der Grube Messel
- Michael Höllwarth (1944–2016), Geologe, Leiter des Instituts für Naturschutz in Darmstadt, lebte in Messel und war Gründungsmitglied des Museumsvereins Messel
- Andreas Larem (* 1964), Mitglied des Bundestags (2021 bis 2025), Bürgermeister der Gemeinde Messel von 2010 bis 2021[39]